# Dachverband für Natur- und Umweltschutz in Südtirol
Der Dachverband für Natur- und Umweltschutz in Südtirol EO - CIPRA Südtirol (italienisch Federazione Ambientalisti Alto Adige ODV, ladinisch Lia Provinziela per Defënder la Natura Südtirol UDU) ist eine regionale Nichtregierungsorganisation in Südtirol, die sich für eine ökologische und nachhaltige Gestaltung des wirtschaftlichen und sozialen Lebens engagiert. Der Dachverband wurde 1982 gegründet, ist laut Statut parteipolitisch und konfessionell unabhängig und arbeitet ausschließlich für gemeinnützige Zwecke. Er ist mit seinen 25 Mitgliedsvereinen und rund 1500 privaten Unterstützerinnen und Unterstützern die größte Umweltschutzorganisation Südtirols (Stand 2025). Als regionales Komitee der internationalen Alpenschutzkommission CIPRA ist der Dachverband international vernetzt.

## Tätigkeit
Der Dachverband für Natur- und Umweltschutz sieht seine Hauptaufgabe laut Eigenangaben darin, „den Naturschutzgedanken unter der Südtiroler Bevölkerung zu verbreiten“ und „Aktionen gegen die Beeinträchtigung und Zerstörung unserer Landschaft und der Naturgüter durchzuführen“ sowie „mit Behörden, Politikern und verschiedenen Interessengruppen zu verhandeln, wenn es um Belange des Natur- und Umweltschutzes geht“. Diese Zielsetzung versucht der Verband im Wesentlichen über eine breit angelegte Öffentlichkeitsarbeit zu erreichen, durch Presseaussendungen und Pressekonferenzen, eigene Informationsveranstaltungen und Publikationen, in der Vergangenheit auch durch die Vergabe eines jährlichen Negativpreises (Goldener Lugenbeitl).
Er beschäftigt sich mit aktuellen und grundlegenden Thematiken im Umweltbereich. In der Auseinandersetzung um aktuelle Schwerpunkte wie Transit- und Flugverkehr oder Schipistenplan legt er Konzepte vor, macht Einwände gegen Pläne, die nicht umweltverträglich sind. Dabei erarbeitet er unter anderem Vorschläge für Gesetze, Verordnungen, verhandelt mit Behörden, Politikern und gesellschaftlichen Gruppen über Belange des Natur- und Umweltschutzes. Er zeigt alternative Lösungswege auf, um die natürlichen Lebensgrundlagen schonend zu nutzen und gleichzeitig die Lebensqualität zu verbessern. 
Als anerkannte Naturschutzorganisation ist der Dachverband auch an politischen Entscheidungsprozessen auf Regional- und Kommunalebene beteiligt. Er ist in mehreren Gremien vertreten, so zum Beispiel im UVP-Beirat der Südtiroler Landesverwaltung.

## Mitgliedsorganisationen
- Alpenverein Südtirol
- AmUm MeranO
- Ambiente & Salute - Umwelt & Gesundheit
- Arbeitsgemeinschaft für biologisch-dynamische Wirtschaftsweise
- Arbeitsgemeinschaft für Vogelkunde und Vogelschutz
- Baubiologie Südtirol
- Bund Alternativer Anbauer
- Climate Action Südtirol CAST
- Club Alpino Italiano CAI
- Heimatpflegeverband Südtirol
- Herpeton Südtiroler Herpetologen Verein
- Klima Club Südtirol
- Lia per Natura y Usanzes
- Mountain Wilderness Trentino Alto Adige
- Naturtreff Eisvogel
- Protect Our Winters POW
- Sortengarten Südtirol
- Südtiroler Gesellschaft für Gesundheitsförderung
- Südtiroler HochschülerInnenschaft
- Umweltgruppe Eisacktal
- Umweltgruppe Eppan
- Umweltgruppe Kaltern
- UmweltRing Pustertal
- Umweltschutzgruppe Vinschgau
- Vereinigung Südtiroler Biolog:innen

Koordinaten: 46° 29′ 57,5″ N, 11° 21′ 17,6″ O